# Kościelec (powiat kaliski)
Kościelec – wieś w Polsce położona w województwie wielkopolskim, w powiecie kaliskim, w gminie Mycielin.
W latach 1919–1954 istniała gmina Kościelec. W latach 1954–1959 wieś należała i była siedzibą władz gromady Kościelec, po jej zniesieniu w gromadzie Słuszków. W latach 1975–1998 wieś należała administracyjnie do województwa kaliskiego.
Znajduje się ok. 17 km na północ od Kalisza, ok. 7 km na wschód od Stawiszyna. Wraz z przysiółkami liczy ok. 600 mieszkańców.

## Kościół pw. św. Wojciecha
Kościół parafialny Parafii św. Wojciecha w Kościelcu pw. św. Wojciecha został zbudowany w 1. połowie XII wieku. Jego najstarsza zachowana cześć to romańskie, granitowe prezbiterium. Wnętrze apsydy oświetlało prawdopodobnie tylko jedno okno, umieszczone na osi budowli. Przed 1606 rokiem rozebrano fasadę zachodnią. Drewniana nawa świątyni zbudowana w stylu góralskim pochodzi z XVIII wieku. Wyposażenie wnętrza stanowią cztery rokokowe ołtarze z połowy XVIII wieku oraz XVII-wieczny obraz św. Józefa w ołtarzu głównym. Z tym obrazem związana jest historia, którą przytacza Paweł Anders w „Kaliszu i okolicach”:
Na siedemnastowiecznym obrazie św. Józefa z ołtarza głównego kościoła w Kościelcu Kaliskim, pod srebrną sukienką znajdują się podobno ślady palców wypalonych ogniem. Pochodzą one ponoć z 1733 roku, kiedy ukazał się duch zmarłego dziedzica i od właściciela sąsiednich Petryk – Tarnowskiego, zażądał modlitwy. Dla udowodnienia istnienia czyśćca duch zostawił na obrazie dwa znaki

Obiekt był wielokrotnie przebudowywany, w gotyku podwyższono cegłą mur apsydy do wysokości nawy, umożliwiając w ten sposób nakrycie całości jednym dachem, a od zachodu przystawiono drewnianą nawę na rzucie prostokąta, nadając pierwotnemu kościołowi funkcję chóru. W 1955 dobudowano zakrystię. W latach 70. przeszedł gruntowny remont. Lata 90. to kolejny remont, podczas którego kościół otrzymał miedziane pokrycie dachu, zbudowano nową wieżę na kościele oraz nową sygnaturkę na miejscu poprzedniej.

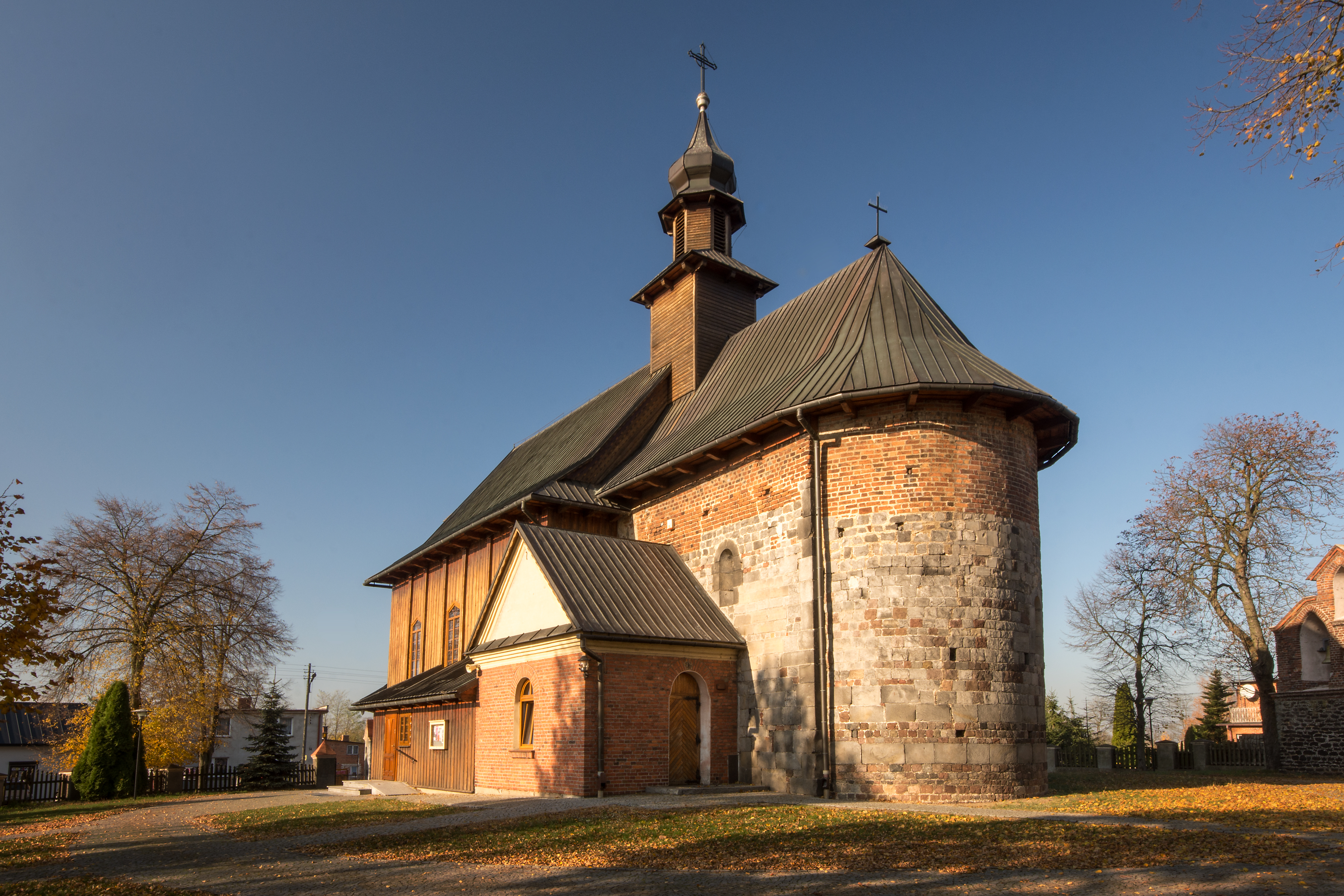
Romańskie prezbiterium z XII wieku